# Thury (Moselle)
Pour les articles homonymes, voir Thury.
Thury est une ancienne commune française du département de la Moselle en région Grand Est. Elle est rattachée à celle de Woippy en 1810 puis à celle de La Maxe en 1866.

## Toponymie
Anciennes mentions : Sancta Crux in Buris (1101), Finagia de Turei (1316), Turey (1404), Tury (1414), La petite Turis (1430), Les deux Tury (1516), Les Turis (1610), Turi (1622), Grande et petite Turie (1756).

## Histoire
À l'époque de l'Ancien régime, Thury dépend des Trois-Évêchés et plus précisément du bailliage de Metz sous la coutume de cette ville. En 1681, ce lieu est le siège d'un fief et d'une justice haute, moyenne et basse mouvant du roi de France.
Le 9 février 1810, la commune de Thury — qui inclut les localités de Saint-Baudier, les Maxes, Franclonchamps, la Grange-d'Envie et la Grange-aux-Dames — est réunie à celle de Woippy. Plus tard, en 1866, Thury est rattaché à La Maxe.

## Démographie
| 1793 | 1800 | 1806 |
| ---- | ---- | ---- |
| 179  | 169  | 198  |